# Kongō-klasse slagkruisers
De Kongō-klasse slagkruisers (Japans: 金剛型戦艦, Kongō-gata senkan) was een klasse van 4 slagkruisers gebouwd voor de Japanse Keizerlijke Marine net vóór de Eerste Wereldoorlog. De Kongō was het laatste Japanse kapitale schip dat buiten Japan is gebouwd. Haar zusterschepen Haruna, Kirishima en Hiei zijn in Japan afgebouwd.
De schepen van de Kongō-klasse hebben twee grote reconstructies meegemaakt. Na de eerste, in 1929, werd de scheepsklasse opnieuw geclassificeerd als slagschip. Hun pantser waren dikker gemaakt en hun snelheid hoger. Rond 1935 was de tweede reconstructie. De opbouw van de schepen werd compleet veranderd en ze werden uitgerust met katapulten voor watervliegtuigen. Ook werd de snelheid verhoogd naar 30,5 knopen. Na de tweede reconstructie werden de schepen geclassificeerd als 'snel slagschip'.
De schepen van de Kongō-klasse zijn nauwelijks ingezet tijdens de Eerste Wereldoorlog, maar erg veel in de Tweede Wereldoorlog. Alle schepen zijn tot zinken gebracht tijdens de oorlog. De Kongō is het enige schip van haar klasse dat tijdens de Tweede Wereldoorlog door een onderzeeboot tot zinken is gebracht.

## Ontwerp

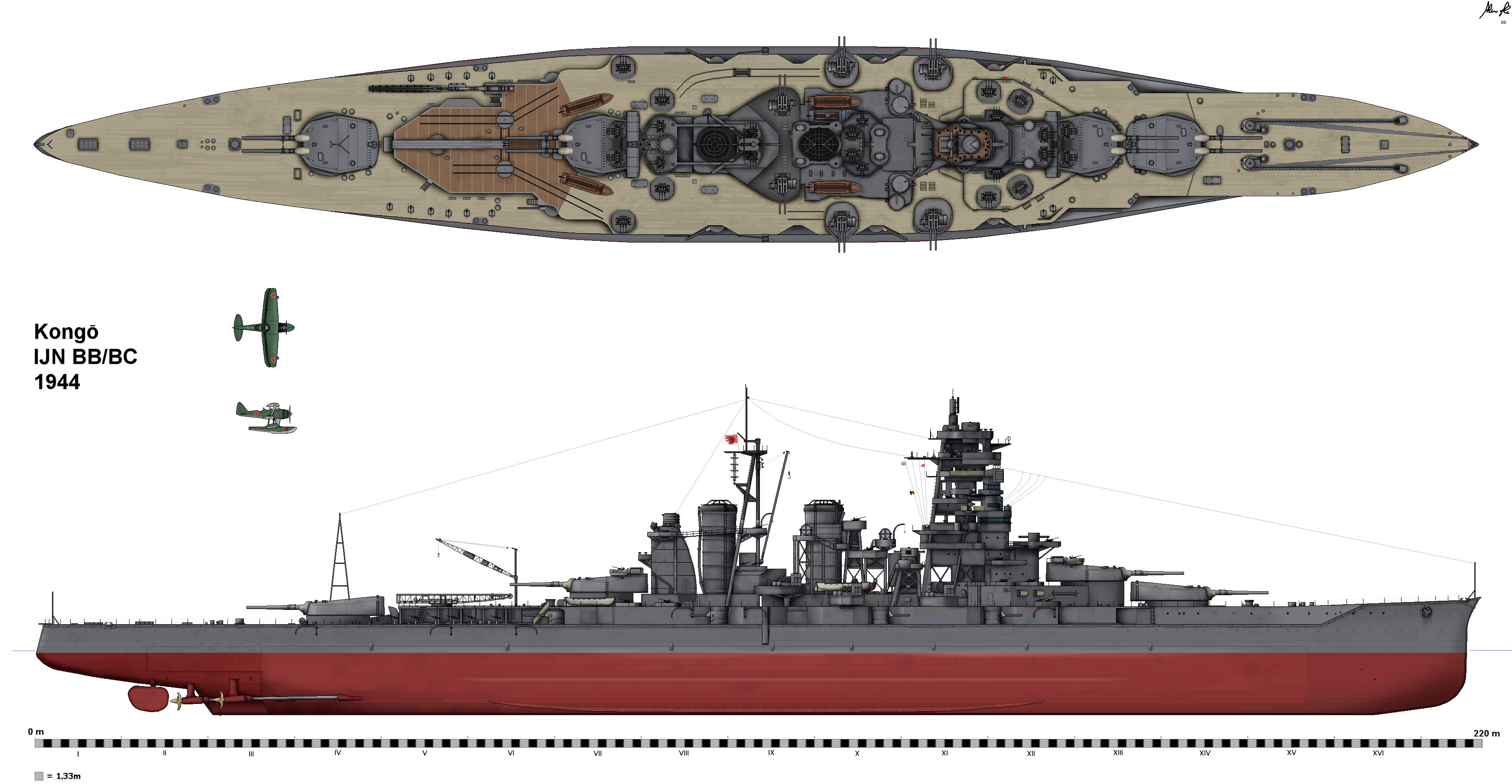
OntwerpKongo in 1944

Het ontwerp van de Kongō-klasse is tot stand gekomen als gevolg van moderniseringsprogramma's van de Japanse Keizerlijke Marine, evenals de vermeende noodzaak om te concurreren met de Britse marine.
Het in dienst stellen van de HMS Invincible door de Britse marine in 1908, een voor die tijd zeer geavanceerde slagkruiser, wekte zorgen op bij de Japanse marine. Daarom werd er door het Japanse parlement toestemming gegeven voor de bouw van het slagschip Fuso en de pantserdekschepen van de Chikumaklasse. Laten werd de bestelling van de schepen van de Kongō-klasse hierbij toegevoegd. De bouw werd toevertrouwd aan scheepsbouwkundige George Thurston. In zijn ontwerp gebruikte George verschillende technieken die uiteindelijk ook toegepast werden op de HMS Tiger.
Het eerste schip van de klasse, de Kongo, werd in 1910 gebouwd op de Britse scheepswerf Vickers, zodat de Japanners optimaal gebruik konden maken van de Britse technieken. Het originele ontwerp had acht of tien 304,8mm kanonnen, zestien 152mm kanonnen en acht 533mm torpedobuizen. Op aandringen van commandant Katô Hirohasu werd het hoofdgeschut veranderd naar 360mm kanonnen.
Het uiteindelijke ontwerp was een soort verbeterde Lionklasse slagkruiser met een waterverplaatsing van 27.940t. Het had acht 360mm kanonnen in dubbeltorens en het schip kon een snelheid bereiken van 27,5 knopen.
Om ervoor te zorgen dat Japan zijn graantje mee kon pikken van de technologische verbeteringen van de Britten, stuurde Japan meer dan 100 technologische specialisten naar de scheepswerf Vickers, die daar gedurende het hele project bleven.
Uiteindelijk had het schip een lengte van 215 meter, een breedte van 28 meter en een diepgang 8,22 meter. De waterverplaatsing was zo'n 27.500t. De bewapening bestond uit 8 kanonnen van 360mm, 16 kanonnen van 152mm, 4 keer 76mm luchtafweergeschut en acht 533mm torpedobuizen. Na de tweede reconstructie was dit anders; de lengte werd nu 219,61 meter en de breedte 33,1 meter. Er kwamen nu acht 356mm kanonnen, acht 152mm kanonnen, twaalf 127mm kanonnen, 118 25mm luchtafweergeschut en 30 dieptebommen.

## Inzet in de Tweede Wereldoorlog

### Kongō
Kongō werd tussen oktober en november 1941 toegevoegd aan het derde slagschip eskader, wiens taak was landingstroepen te ondersteunen bij de invasie op Singapore en Malakka. Bij dit eskader hoorden 4 slagschepen, drie zware kruisers en acht torpedobootjagers. Na het vallen van het Britse eskader Z werd Kongō ingezet als escorte van diverse eskaders die deelnemen aan de verovering van Nederlands-Indië. Hierna nam Kongō deel aan de slag bij Midway, waar het niet veel actie zag. Later werd het schip ingezet bij de slag om Guadalcanal. Hier heeft het schip 430 356mm projectielen en 33 152mm projectielen afgevuurd op Henderson Field. Hierna heeft ze geparticipeerd aan de slag in de Filipijnenzee en de slag in de Golf van Leyte, waar het een vliegdekschip zwaar beschadigde en twee torpedobootjagers zonk. Op 21 november 1944 werd het schip samen met zijn escorte Urakaze getorpedeerd en gezonken door de onderzeeboot USS Sealion.

### Hiei
In november en december 1941 was Hiei deel van de escorte van het vliegdekschip eskader wat de aanvallen op Pearl Harbor heeft uitgevoerd.  Gedurende de eerste maanden van 1942 escorteerde het schip meer vliegdekschepen en zonk het samen met zusterschip Kirishima een Amerikaanse torpedobootjager.  Ook heeft het schip vliegdekschepen geëscorteerd rond Midway en Ceylon en later bij de Solomon Eilanden. Op de nacht van 12-13 november 1942, bij de slag om Guadalcanal, heeft het slagschip twee Amerikaanse zware kruisers tot zinken gebracht. Tijdens dit gevecht leed het schip ernstige schade; ze werd 85 keer geraakt door verschillende projectielen. Hierdoor werd het schip onmanoeuvreerbaar. Op 14 november werd het schip tot zinken gebracht terwijl het gesleept werd door Kirishima.

### Kirishima
In november en december 1941 was de Kirishima deel van de escorte van het vliegdekschipeskader dat de aanvallen op Pearl Harbor heeft uitgevoerd. De Kirishima was later de escorte van diverse vliegdekschipeskaders, waaronder het eskader dat de aanval op de haven van Darwin heeft uitgevoerd. Gedurende de eerste maanden van 1942 bracht het schip samen met zusterschip Hiei een Amerikaanse torpedobootjager tot zinken. De Kirishima heeft ook gevochten bij de slag bij Midway, waar het niet veel actie zag. Op de nacht van 12-13 november in 1942 vocht het schip samen met zusterschip Hiei bij de slag om Guadalcanal.  Op de nacht van 14-15 november viel het schip agressief Amerikaanse slagschepen aan. Het bracht hevige schade aan USS South Dakota voordat het verrast werd door USS Washington. Deze bracht aanzienlijk veel schade aan, waarna de bemanning het schip tot zinken heeft gebracht op 15 november 1942.

### Haruna
In december 1941 heeft Haruna de landingstroepen op Singapore hevig ondersteund. Hierna voerde het schip naar Nederlands-Indië voor verschillende escorte taken. In 1942 participeerde Haruna aan de slag bij Midway, waar het niet veel actie zag. Later werd het schip ingezet bij de slag om Guadalcanal. Het schip heeft hier net als haar zusterschip Kongō veel projectielen afgeschoten op Henderson Field. In 1944 deed het slagschip mee aan de slag in de Filipijnenzee en de slag in de Golf van Leyte. Op 28 juli 1945 is het schip gezonken door bommenwerpers van Task Force 38.